# Torsten Björnsson
Torsten Erik Birger Björnsson, född 8 oktober 1938 i Helsingborgs Maria församling i Malmöhus län, är en svensk militär.

## Biografi
Efter studentexamen i Göteborg 1958 avlade Björnsson marinofficersexamen vid Kungliga Sjökrigsskolan 1962 och utnämndes samma år till fänrik vid Karlskrona kustartilleriregemente. Han befordrades till löjtnant 1964, genomgick språkutbildning i Frankrike 1965 och studerade vid Militärhögskolan 1969–1970. År 1970 befordrades han till kapten, varefter han tjänstgjorde vid Marinstaben 1970–1972, gick Stabskursen vid Militärhögskolan 1972–1974 och befordrades till major 1973. Åren 1976–1978 var han lärare vid Militärhögskolan. Han befordrades till överstelöjtnant 1978 och var chef för Artilleribataljonen vid Karlskrona kustartilleriregemente 1978–1981, varefter han var avdelningschef vid Militärhögskolan 1981–1987 och studerade vid Försvarshögskolan 1983. Åren 1983–1987 var han avdelningschef vid Kustartilleriinspektionen i Marinstaben och 1984 utnämndes han till överstelöjtnant med särskild tjänsteställning. År 1987 befordrades han till överste och 1987–1990 var han chef för Kustartilleriets skjutskola, varefter han 1991–1994 var projektledare i Programavdelningen vid Försvarsstaben. Han var chef för Kustförsvarssektionen i Marinledningen vid Högkvarteret 1994–1999, varpå han 1999–2000 genomförde en kompetensbehovsutredning vid Högkvarteret.
Torsten Björnsson invaldes 1987 som ledamot av Kungliga Örlogsmannasällskapet.
Torsten Björnsson är son till Birger Björnsson.